# 西南交通大学出版社
西南交通大学出版社是中华人民共和国的一家出版社。

## 历史
成立于1985年8月，社址位于四川省成都市，由中华人民共和国教育部主管、西南交通大学主办。